# Паскудне дівчисько
«Паскудне дівчисько»(англ. «Dirty Girl») — американська трагікомедія режисера Абе Сільвія на основі його ж сценарію про дружбу підлітків, легковажної Даніель і прихованого гея Кларка, на фоні їх конфліктів з батьками та нормами суспільної моралі. У головних ролях — Джуно Темпл, Джеремі Дозье і Міла Йовович. 
 Прем'єра відбулася 12 вересня 2010 року на Міжнародному кінофестивалі в Торонто, Канада.

## Зміст
Оклахома, 1987 рік. Даніель Едмондстон (Джуно Темпл) — запекла порушниця дисципліни у старшій школі, яка ще й ворогує зі своєю матір'ю Сью-Енн (Міла Йовович), вважаючи, що та в молодості була розпусницею. Спільна робота над шкільним завданням у корекційному класі зближує Даніель з прихованим геєм однокласником Кларком (Джеремі Дозьє). Сью-Енн збирається вийти заміж за мормона Рея (Вільям  Мейсі), проживання з яким в одному домі є абсолютно неприйнятним для Даніель. В цей же час батько Кларка Джозеф (Дуайт Йокам), який погрожував відправити сина у військове училище, дізнається про його гомосексуальність. Кларк втікає від батьків на машині Джозефа і разом з Даніель направляється в Фресно (Каліфорнія), де Даніель хоче розшукати свого батька Денні Бріггса (Тім Макгро). У цей час Сью-Енн і Пеггі, мати Кларка (Мері Стінберген), відправляються навздогін за своїми дітьми. Подорож перетворюється на веселу пригоду, в якій всі герої зустрінуть безліч перешкод, а заодно усвідомлюють ціну справжньої дружби та родинного щастя.

## Ролі
| Актор            | Роль                  |
| ---------------- | --------------------- |
| Джуно Темпл      | Даніель Едмондстон    |
| Джеремі Дозьє    | Кларк                 |
| Мілла Йовович    | Сью-Енн, мати Даніель |
| Мері Стінберген  | Пеггі, мати Кларка    |
| Дуайт Йокам      | Джозеф, батько Кларка |
| Вільям Мейсі     | Рей                   |
| Ніколас Д'Агосто | Джоел                 |
| Тім Макгро       | Денні, батько Даніель |
| Мейв Квінлан     | Жанет, жінка Денні    |
| Джонатан Славін  | містер Поттер         |
| Гері Грабсс      | директор Малрей       |

## Цікаві факти
- Слоган фільму — «Дозволь їм говорити», в оригіналі — «Let them talk».
- Абе Сільвія написав сценарій і поставив картину. Він придумав сюжет ще в 2004 році і описував його як «час вигаданого дорослішання в 80-ті роки». Абе Сільвія казав, що частина історії взята з особистого досвіду.
- Саллі Гокінз і Ліза Кудроу розглядалися на участь у фільмі. У підсумку Саллі замінила Міла Йовович, а Лізу — Мері Стінберген.
- Зйомки почалися 18 березня 2010 року в Південній Каліфорнії, а закінчилися в травні того ж року в Лос-Анджелесі, США.
- Бюджет картини, незважаючи на участь голлівудської зірки першої величини Міли Йовович, склав $ 4 мільйони.
- У зв'язку з наявністю сцен сексуального характеру, перегляд рекомендований у присутності дорослого.
- Створенням і розкручуванням картини займалася студія братів Боба і Гарві Вайнштайн «The Weinstein Company». Всього ж у виробництві брали участь сім кінокомпаній, серед яких «Hart-Lunsford Pictures», «iDeal Partners Film Fund», «Noori Pictures», «Paris Film» та «Salt Company International».
- Саундтрек фільму включає композиції у виконанні Мелісси Манчестер, шанувальником якої є Джеремі Дозье, виконавець ролі Кларка. Пісня «Rainbird» була написана в співавторстві Манчестер і Мері Стінберген, яка грає матір Кларка.

## Критика та відгуки
Фільм отримав різні відгуки. На сайті «Rotten Tomatoes» майже 27 % негативних голосів і близько 53 % позитивних. Газета «Нью-Йорк таймс» в огляді фільму заявила, що «оплески призначалися не для головних героїв і їх поїздки, а для виконавців головних ролей-підлітків, які робили все можливе, щоб врятувати хаотичний сценарій». З бюджетом в $ 4 мільйони картина була провальною, заробивши всього трохи більше 55 тисяч. Однією з причин, можливо, став обмежений тираж.

## Саундтрек
- «Shadows Of The Night» — Pat Benatar
- «You Should Hear How She Talks About You» — Melissa Manchester
- «Do You Want To Touch Me (Oh Yeah)» — Joan Jettand the Blackhearts
- «Delta Dawn» — Tanya Tucker
- «Singing From My Soul» — Melissa Manchester
- «See Me Cry» — Eve Terran
- «Deceptacon» — Le Tigre
- «Midnight Blue» — Melissa Manchester
- «Elvira» — The Oak Ridge Boys
- «I Want Candy» — Bow Wow Wow
- «Through The Eyes Of Love» — Melissa Manchester
- N"anny Nanny Boo Boo" — Le Tigre
- «Just Too Many People» — Melissa Manchester
- «Lovergirl» — Teena Marie
- «Jenny» — Melissa Manchester
- «Only You» — Rita Coolidge
- «Your Love» (acoustic version) — The Outfield
- «Where R U» — Lizzie Borden and The Axes
- «Flatbed Pickup» — Studio Musicians
- «People's Court» — Alan Stanley Tew (PRS)
- «Strut» — Sheena Easton
- «I Can't Wait» — Nu Shooz
- «Still Myself» — Melissa Manchester
- «Rainbird» — Melissa Manchester and Mary Steenburgen

## Світовий реліз
- США — 19 червня 2011 року
- Таїланд — 7 липня 2011 року
- США — 7 жовтня 2011 року — обмежений прокат
- Канада, Торонто — 21 жовтня 2011 року
- Туреччина — 25 травня 2012 року
- Японія — 20 жовтня 2012 року

## Знімальна група
- Режисер — Абе Сільвія
- Сценарист — Абе Сільвія
- Продюсер — Рейчел Коен, Яна Едельбаум, Роб Періс
- Композитор — Джефф Тойн